# Microchrysa stuckenbergi
Microchrysa stuckenbergi är en tvåvingeart som beskrevs av Mason 1997. Microchrysa stuckenbergi ingår i släktet Microchrysa och familjen vapenflugor. Inga underarter finns listade i Catalogue of Life.